# Scambus dioryctriae
Scambus dioryctriae là một loài tò vò trong họ Ichneumonidae.